# Узкое (Смоленская область)
Узкое — деревня в Сычёвском районе Смоленской области России. Входит в состав Вараксинского сельского поселения. По состоянию на 2007 год постоянного населения не имеет. 
Расположена в северо-восточной части области в 22 км к северо-западу от Сычёвки, в 23 км западнее автодороги Р134 «Старая Смоленская дорога» Смоленск — Дорогобуж — Вязьма — Зубцов, на берегу реки Лысенок. В 13 км северо-восточнее деревни расположена железнодорожная станция Осуга на линии Вязьма — Ржев. 

## История
В годы Великой Отечественной войны деревня была оккупирована гитлеровскими войсками в октябре 1941 года, освобождена в марте 1943 года.